# Ratusz w Mogielnicy
Ratusz w Mogielnicy – zabytkowa siedziba władz miejskich znajdująca się w mieście Mogielnica, w województwie mazowieckim.
Budowla została wzniesiona w latach 1823-1827 w stylu klasycystycznym, ufundowana przez Klementynę z Kozietulskich Walicką i zaprojektowana przez Hilarego Szpilowskiego.
Mieści się przy południowej pierzei prostokątnego Rynku. Gdy w 1861 roku Mogielnica została zniszczona przez pożar, zniszczony ratusz został odbudowany w 1865 roku. Po II wojnie światowej budowlę odrestaurowano w latach 1968-1969.
Ratusz posiada dwie kondygnacje i został wzniesiony na planie kwadratu. Nakryty jest namiotowym dachem wykonanym z blachy. Charakteryzuje się czworoboczną wieżyczką, wzniesioną również na rzucie kwadratu, z półkolistymi oknami, zakończoną tarasem, usytuowaną pośrodku dachu.
Jest przykładem niewielkiej budowli municypalnej, które powstały na terenie Królestwa Kongresowego w 1 połowie XIX wieku.